# Achryson quadrimaculatum
Achryson quadrimaculatum é uma espécie de coleóptero da tribo Achrysonini (Cerambycinae); com distribuição na Argentina, Aruba, Brasil, Costa Rica, Guadalupe, Guiana, Trinidad e Venezuela.